# KV45
Situé dans la vallée des Rois, dans la nécropole thébaine sur la rive ouest du Nil face à Louxor en Égypte, KV 45 est le tombeau du noble Ouserhat, lequel avait préalablement fait construire une première tombe (TT56) dans la vallée des Nobles.
Il fut réutilisé durant la XXIIe dynastie.